# Venomous Rat Regeneration Vendor
Venomous Rat Regeneration Vendor — (рус. Ядовитый регенератор крысы) пятый сольный студийный альбом Роба Зомби, издан в 2013 году на лейбле Roadrunner Records.
Venomous Rat Regeneration Vendor вышел спустя четыре дня после выхода очередного фильма Роба — «Повелители Салема». Трек-лист альбома был опубликован на страничке Роба Зомби в Твиттере 22 февраля. Это первый альбом, записанный с новым барабанщиком Джинджером Фишом.

## Список композиций
1. «Teenage Nosferatu Pussy»
2. «Dead City Radio and the New Gods of Supertown»
3. «Revelation Revolution»
4. «Theme for the Rat Vendor»
5. «Gong Gang Gong De Do Gong De Laga Raga»
6. «Rock and Roll (In a Black Hole)»
7. «Behold, The Pretty Filthy Creatures!»
8. «White Trash Freaks»
9. «We’re An American Band» (кавер на песню группы Grand Funk Railroad)
10. «Lucifer Rising»
11. «The Girl Who Loved the Monsters»
12. «Trade in Your Guns for a Coffin»

## Участники записи
- Роб Зомби — вокал
- Джон 5 — гитара, бэк-вокал
- Пигги Ди — бас-гитара, бэк-вокал
- Джинджер Фиш — барабаны, перскуссия